# Герхард Херцберг
 Герхард Херцберг (на немски: Gerhard Herzberg) е германско-канадски физик и физикохимик, лауреат на Нобелова награда за химия от 1971 г. за „приноса му към разбирането на електронната структура и геометрия на молекулите, в частност на свободните радикали“. Работата на Херцберг засяга основно атомната и молекулярната спектроскопия. Той използва тези техники за определяне структурите на двуатомни и многоатомни молекули, включително свободни радикали, които иначе са трудни за изследване по друг начин. Освен това той прави химически анализи на небесни тела. Служи като канцлер на Карлтънския университет в Отава, Канада от 1973 до 1980 г.

## Биография
Херцберг е роден на 25 декември 1904 г. в Хамбург, Германия. Той е дете на Албин Херцберг и Ела Бибер. Има по-голям брат, роден през януари 1904 г. Херцберг е записан в предучилищна подготовка сравнително късно, след като се разболява от дребна шарка. Семейство Херберг са атеисти, но публично крият този факт. Бащата на Герхард почива през 1914 г., на 43-годишна възраст, след като страда от тежък оток и усложнения след по-ранен сърдечен проблем.
Първоначално Херцберг обмисля да започне кариера в астрономията, но кандидатстването му в Хамбургската обсерватория е отхвърлена, а той е посъветван да не се насочва към тази област без частна финансова поддръжка. След като завършва средното си образование в гимназия във Франкфурт, Херцберг продължава да учи в Дармщатския технически университет с помощта на частна стипендия. През 1928 г. завършва докторантура. До 1930 г. работи по следдипломната си квалификация в Гьотингенския университет и Бристолския университет под менторството на Джеймс Франк и Макс Борн. През 1930 г. започва работа като лектор и асистент по физика в Дармщатския технически университет.
През 1935 г. на Херцберг се налага да напусне Нацистка Германия като бежанец, тъй като жена му (Луис Йотингер, ж. 1929 г.) е еврейка, и затова започва работа като гост-преподавател в Саскачеванския университет в Канада. В периода 1936 – 1945 г. работи като професор по физика пак там, а през 1945 – 1948 г. работи като преподавател по спектроскопия в Чикагския университет. От 1948 г. е директор на отдела по чиста физика към Националния изследователски съвет на Канада.
През 1951 г. е избран за член на Британското кралско научно дружество, а през 1969 г. е награден с награда Уилард Гибс.
През 1971 г. е награден с Нобелова награда за химия, като в същата година е отличен и с Кралски медал от Британското кралско научно дружество. В периода 1973 – 1980 г. служи като канцлер на Карлтънския университет в Отава. През 1981 г. става един от основателите на Световния културен съвет.
През 1992 г. се подписва под Предупреждението на учените към човечеството.
Умира на 3 март 1999 г., на 94-годишна възраст.